# European Hockey League 1998/99
Die Saison 1998/99 der European Hockey League war die dritte Austragung des Wettbewerbs der Internationalen Eishockey-Föderation IIHF. Er wurde zwischen dem 15. September 1998 und 14. Februar 1999 ausgetragen. Insgesamt nahmen 24 Mannschaften aus zwölf Nationen teil. Die Ligen aus Russland, Finnland, Tschechien, Deutschland und Schweden waren mit jeweils drei Teams im Wettbewerb vertreten, während die Schweiz und Großbritannien je zwei Teilnehmer stellten.
Als Sieger des Wettbewerbs, dessen Final Four im Sportpalast Luschniki in der russischen Hauptstadt Moskau veranstaltet wurde, ging der HK Metallurg Magnitogorsk aus der russischen Superliga hervor, die somit erstmals einen internationalen Titel erringen konnte und auf der Silver Stone Trophy verewigt wurden. Die russische Mannschaft traf zu Beginn der folgenden Spielzeit auf den Sieger des IIHF Continental Cup, um den Gewinner des IIHF Super Cup auszuspielen.
Aufgrund eines neuen Turnierformats wurde im Verlauf des Wettbewerbs die Rekordzahl von 94 Spielen absolviert. Insgesamt besuchten 226.597 Zuschauer die 72 Vorrundenpartien, was einem Schnitt von lediglich 3.147 pro Spiel entspricht. Der absolute Primus war dabei Jokerit Helsinki, die im Verlauf ihrer drei Vorrundenbegegnungen durchschnittlich 8.548 Zuschauer in die Hartwall Areena locken konnten.

## Teilnehmer
Die 24 Teilnehmer, die der dritten Austragung beiwohnten, stammten aus zwölf verschiedenen europäischen Ligen. Die stärksten unter ihnen stellten dabei mehr als nur einen Teilnehmer, darunter die finnische SM-liiga, schwedische Elitserien, tschechische Extraliga, russische Superliga und die Deutsche Eishockey Liga mit jeweils drei sowie die Schweizer Nationalliga A und die britische Ice Hockey Superleague mit zweien.
Wie bereits im Vorjahr startete ein großes Teilnehmerfeld, allerdings verzichtete der tschechische Meister HC Slovnaft Vsetín – ebenso wie die beiden dahinter platzierten Teams – auf eine Teilnahme, wodurch lediglich sechs Meister der sieben besten Ligen mitspielten. Insgesamt nahmen aber erneut zehn nationale Titelträger sowie vier Vizemeister am Wettbewerb teil. Darüber hinaus gab es noch einige Wildcards, unter anderem für den unterlegenen Finalisten des Vorjahres.
- HIFK Helsinki (Meister der SM-liiga)
- Ilves Tampere (Vizemeister der SM-liiga)
- Jokerit Helsinki (Dritter der SM-liiga)
- Färjestad BK Karlstad (Meister der Elitserien)
- Djurgårdens IF Stockholm (Vizemeister der Elitserien)
- Leksands IF (Hauptrundendritter der Elitserien)
- HC Sparta Prag (Hauptrundenvierter der Extraliga)
- HC Chemopetrol Litvínov (Hauptrundensiebter der Extraliga)
- HC Dukla Jihlava (Hauptrundenneunter der Extraliga)
- Ak Bars Kasan (Meister der Superliga)
- HK Metallurg Magnitogorsk (Vizemeister der Superliga)
- HK Dynamo Moskau (Vorjahresfinalist; Fünfter der Superliga)
- Adler Mannheim (Meister der Deutschen Eishockey Liga)
- Eisbären Berlin (Vizemeister der Deutschen Eishockey Liga)
- Frankfurt Lions (Hauptrundenzweiter der Deutschen Eishockey Liga)
- EV Zug (Meister der Nationalliga A)
- Fribourg-Gottéron (Hauptrundenzweiter der Nationalliga A)
- Ayr Scottish Eagles (Meister der Ice Hockey Superleague)
- Manchester Storm (Hauptrundenzweiter der Ice Hockey Superleague)
- HC Slovan Bratislava (Meister der Extraliga)
- Grenoble Métropole Hockey 38 (Meister der Ligue Magnus)
- VEU Feldkirch (Titelverteidiger; Meister der Österreichischen Bundesliga)
- HC Bozen (Meister der Serie A)
- Vålerenga IF Oslo (Meister der Eliteserien)

| HIFK Helsinki |

| Ilves Tampere |

| Jokerit Helsinki |

| Färjestads BK |

| Djurgårdens IF |

| Leksands IF |

| HC Sparta Prag |

| HC Litvínov |

| HC Dukla Jihlava |

| Ak Bars Kasan |

| HK Metallurg Magnitogorsk |

| HK Dynamo Moskau |

| Adler Mannheim |

| Eisbären Berlin |

| Frankfurt Lions |

| EV Zug |

| Fribourg-Gottéron |

| Ayr Scottish Eagles |

| Manchester Storm |

| HC Slovan Bratislava |

| Grenoble Métropole Hockey |

| VEU Feldkirch |

| HC Bozen |

| Vålerenga IF Oslo |

## Gruppenphase
An der Gruppenphase, die vom 15. September bis zum 8. Dezember 1998 ausgetragen wurde, nahmen insgesamt 24 Mannschaften in sechs Gruppen à vier Teams teil. Diese ermittelten im Ligasystem die Platzierungen. Der Gruppenerste und -zweite jeder Gruppe erreichte die Zwischenrunde.

### Gruppe A
In der Gruppe A erreichten die Eisbären Berlin – als erstes deutsches Team überhaupt und als Gruppenerster – sowie Jokerit Helsinki die Zwischenrunde. Dabei konnte Berlin die Finnen sowohl in der Hartwall Areena von Helsinki als auch im heimischen Wellblechpalast besiegen. Trotzdem kamen beide am Ende auf 13 Punkte. Keine Chancen auf ein Ticket für die Zwischenrunde hatten der HC Dukla Jihlava und Djurgårdens IF Stockholm, die als einziges der drei schwedischen Teams nicht in der nächsten Runde vertreten waren.
| 15. September 1998 | Eisbären Berlin          | 4:2 (0:1, 1:0, 3:1)                 | HC Dukla Jihlava         | Wellblechpalast, Berlin Zuschauer:        |
| 15. September 1998 | Djurgårdens IF Stockholm | 1:3 (0:2, 1:0, 0:1)                 | Jokerit Helsinki         | Globen, Stockholm Zuschauer:              |
| 29. September 1998 | Eisbären Berlin          | 4:3 n. V. (2:1, 1:2, 0:0, 1:0)      | Djurgårdens IF Stockholm | Wellblechpalast, Berlin Zuschauer:        |
| 29. September 1998 | Jokerit Helsinki         | 4:3 (1:2, 1:1, 2:0)                 | HC Dukla Jihlava         | Hartwall Areena, Helsinki Zuschauer:      |
| 13. Oktober 1998   | Jokerit Helsinki         | 1:3 (1:1, 0:1, 0:1)                 | Eisbären Berlin          | Hartwall Areena, Helsinki Zuschauer:      |
| 27. Oktober 1998   | Djurgårdens IF Stockholm | 4:1 (2:1, 1:0, 1:0)                 | HC Dukla Jihlava         | Globen, Stockholm Zuschauer:              |
| 27. Oktober 1998   | Eisbären Berlin          | 5:4 n. P. (0:2, 2:1, 2:1, 0:0, 1:0) | Jokerit Helsinki         | Wellblechpalast, Berlin Zuschauer:        |
| 3. November 1998   | HC Dukla Jihlava         | 5:2 (1:1, 2:1, 2:0)                 | Djurgårdens IF Stockholm | Horácký zimní stadion, Jihlava Zuschauer: |
| 17. November 1998  | Djurgårdens IF Stockholm | 3:1 (0:1, 1:0, 2:0)                 | Eisbären Berlin          | Globen, Stockholm Zuschauer:              |
| 17. November 1998  | HC Dukla Jihlava         | 2:4 (0:3, 0:1, 2:0)                 | Jokerit Helsinki         | Horácký zimní stadion, Jihlava Zuschauer: |
| 1. Dezember 1998   | HC Dukla Jihlava         | 2:4 (0:1, 0:1, 2:2)                 | Eisbären Berlin          | Horácký zimní stadion, Jihlava Zuschauer: |
| 1. Dezember 1998   | Jokerit Helsinki         | 4:3 (1:0, 0:0, 3:3)                 | Djurgårdens IF Stockholm | Hartwall Areena, Helsinki Zuschauer:      |

| Pl. |                          | Sp | S | OTS | OTN | N | Tore  | Punkte |
| --- | ------------------------ | -- | - | --- | --- | - | ----- | ------ |
| 1.  | Eisbären Berlin          | 6  | 3 | 2   | 0   | 1 | 21:15 | 13     |
| 2.  | Jokerit Helsinki         | 6  | 4 | 0   | 1   | 1 | 20:17 | 13     |
| 3.  | Djurgårdens IF Stockholm | 6  | 2 | 0   | 1   | 3 | 16:18 | 7      |
| 4.  | HC Dukla Jihlava         | 6  | 1 | 0   | 0   | 5 | 15:22 | 3      |

### Gruppe B
Zu einer rein skandinavischen Angelegenheit entwickelte sich das Weiterkommen in der Gruppe B. Sowohl Färjestad BK Karlstad, die im Vorjahr trotz der besten Vorrunde im Viertelfinale gescheitert waren, als auch HIFK Helsinki, die dem Stadtrivalen Jokerit in nichts nachstanden, schafften den Sprung in die Zwischenrunde. Der im letzten Jahr noch so überraschende HC Slovan Bratislava schied, mit einem Punkt weniger als Karlstad, ebenso wie die Frankfurt Lions aus. Frankfurt stellte mit 34 Gegentoren die schwächste Abwehr des Wettbewerbs. Vier der zwölf Begegnungen wurden erst im Anschluss an die reguläre Spielzeit entschieden.
| 22. September 1998 | Färjestad BK Karlstad | 4:3 n. V. (1:0, 2:0, 0:3, 1:0)      | HC Slovan Bratislava  | Isstadion, Karlstad Zuschauer:              |
| 22. September 1998 | HIFK Helsinki         | 9:3 (0:2, 5:0, 4:1)                 | Frankfurt Lions       | Helsingin Jäähalli, Helsinki Zuschauer:     |
| 6. Oktober 1998    | Färjestad BK Karlstad | 4:3 n. V. (2:1, 1:0, 0:2, 1.0)      | Frankfurt Lions       | Isstadion, Karlstad Zuschauer:              |
| 6. Oktober 1998    | HC Slovan Bratislava  | 1:2 n. P. (1:1, 0:0, 0:0, 0:0, 0.1) | HIFK Helsinki         | ST Aréna, Bratislava Zuschauer:             |
| 20. Oktober 1998   | Frankfurt Lions       | 4:3 n. P. (0:2, 1:1, 2:0, 0:0, 1:0) | HC Slovan Bratislava  | Eissporthalle, Frankfurt am Main Zuschauer: |
| 20. Oktober 1998   | HIFK Helsinki         | 5:3 (1:0, 1:2, 3:1)                 | Färjestad BK Karlstad | Helsingin Jäähalli, Helsinki Zuschauer:     |
| 10. November 1998  | Färjestad BK Karlstad | 5:1 (1:0, 2:1, 2:0)                 | HIFK Helsinki         | Isstadion, Karlstad Zuschauer:              |
| 10. November 1998  | HC Slovan Bratislava  | 5:2 (3:1, 0:0, 2:1)                 | Frankfurt Lions       | ST Aréna, Bratislava Zuschauer:             |
| 24. November 1998  | Frankfurt Lions       | 4:6 (0:3, 2:0, 2:3)                 | Färjestad BK Karlstad | Eissporthalle, Frankfurt am Main Zuschauer: |
| 24. November 1998  | HIFK Helsinki         | 3:2 (2:0, 1:0, 0:2)                 | HC Slovan Bratislava  | Helsingin Jäähalli, Helsinki Zuschauer:     |
| 8. Dezember 1998   | Frankfurt Lions       | 4:7 (1:2, 2:3, 1:2)                 | HIFK Helsinki         | Eissporthalle, Frankfurt am Main Zuschauer: |
| 8. Dezember 1998   | HC Slovan Bratislava  | 3:2 (1:0, 1:2, 1:0)                 | Färjestad BK Karlstad | ST Aréna, Bratislava Zuschauer:             |

| Pl. |                       | Sp | S | OTS | OTN | N | Tore  | Punkte |
| --- | --------------------- | -- | - | --- | --- | - | ----- | ------ |
| 1.  | HIFK Helsinki         | 6  | 4 | 1   | 0   | 1 | 27:18 | 14     |
| 2.  | Färjestad BK Karlstad | 6  | 2 | 2   | 0   | 2 | 24:19 | 10     |
| 3.  | HC Slovan Bratislava  | 6  | 2 | 0   | 3   | 1 | 17:17 | 9      |
| 4.  | Frankfurt Lions       | 6  | 0 | 1   | 1   | 4 | 20:34 | 3      |

### Gruppe C
Die Gruppe C sah bereits in der Vorrunde die beiden Vorjahresfinalisten VEU Feldkirch und HK Dynamo Moskau aufeinandertreffen. Dabei zeigte sich jedoch, dass der Titelgewinn der Österreicher im Vorjahr einmalig war, während Dynamo zum dritten Mal den Titelgewinn ins Visier nahm. Zwar konnten die Feldkircher ihr Heimspiel gegen Moskau gewinnen, was aber nichts am frühzeitigen Ausscheiden änderte. Neben den Moskowitern erreichte auch der Schweizer Meister EV Zug auf dem zweiten Platz die Zwischenrunde. Als Vierter der Gruppe scheiterte Vålerenga IF Oslo ebenso wie Feldkirch. Dennoch trennten Oslo und Zug am Ende nur zwei Punkte.
| 22. September 1998 | EV Zug            | 7:3 (2:2, 2:0, 3:1)                 | Vålerenga IF Oslo | Stadion Herti, Zug Zuschauer:            |
| 22. September 1998 | VEU Feldkirch     | 3:2 n. P. (0:1, 1:1, 1:0, 0:0, 1:0) | HK Dynamo Moskau  | Vorarlberghalle, Feldkirch Zuschauer:    |
| 6. Oktober 1998    | EV Zug            | 5:8 (1:3, 2:4, 2:1)                 | HK Dynamo Moskau  | Stadion Herti, Zug Zuschauer:            |
| 6. Oktober 1998    | Vålerenga IF Oslo | 4:3 n. V. (1:0, 1:2, 1:1, 1:0)      | VEU Feldkirch     | Jordal Amfi, Oslo Zuschauer:             |
| 20. Oktober 1998   | HK Dynamo Moskau  | 9:4 (3:1, 1:0, 5:3)                 | Vålerenga IF Oslo | Sportpalast Luschniki, Moskau Zuschauer: |
| 20. Oktober 1998   | VEU Feldkirch     | 3:4 n. P. (1:1, 2:2, 0:0, 0:0, 0:1) | EV Zug            | Vorarlberghalle, Feldkirch Zuschauer:    |
| 10. November 1998  | EV Zug            | 7:4 (2:1, 1:3, 4:0)                 | VEU Feldkirch     | Stadion Herti, Zug Zuschauer:            |
| 10. November 1998  | Vålerenga IF Oslo | 5:6 n. P. (2:2, 3:0, 0:3, 0:0, 0:1) | HK Dynamo Moskau  | Jordal Amfi, Oslo Zuschauer:             |
| 24. November 1998  | HK Dynamo Moskau  | 3:1 (1:0, 1:1, 1:0)                 | EV Zug            | Sportpalast Luschniki, Moskau Zuschauer: |
| 24. November 1998  | VEU Feldkirch     | 3:1 (2:1, 0:0, 1:0)                 | Vålerenga IF Oslo | Vorarlberghalle, Feldkirch Zuschauer:    |
| 8. Dezember 1998   | HK Dynamo Moskau  | 7:4 (2:0, 2:4, 3:0)                 | VEU Feldkirch     | Sportpalast Luschniki, Moskau Zuschauer: |
| 8. Dezember 1998   | Vålerenga IF Oslo | 5:3 (3:1, 2:2, 0:0)                 | EV Zug            | Jordal Amfi, Oslo Zuschauer:             |

| Pl. |                   | Sp | S | OTS | OTN | N | Tore  | Punkte |
| --- | ----------------- | -- | - | --- | --- | - | ----- | ------ |
| 1.  | HK Dynamo Moskau  | 6  | 4 | 1   | 1   | 0 | 35:22 | 15     |
| 2.  | EV Zug            | 6  | 2 | 1   | 0   | 3 | 27:26 | 8      |
| 3.  | VEU Feldkirch     | 6  | 1 | 1   | 2   | 2 | 20:25 | 7      |
| 4.  | Vålerenga IF Oslo | 6  | 1 | 1   | 1   | 3 | 22:31 | 6      |

### Gruppe D
Der Gruppensieger der Gruppe D, Ilves Tampere, startete mit zwei Niederlagen denkbar schlecht in die Gruppenphase. Vier Siege in Folge besiegelten schließlich aber doch noch den Gruppensieg. Währenddessen entwickelte sich um den zweiten Rang ein Zweikampf zwischen Leksands IF und den Manchester Storm, die schon im Vorjahr für Überraschungen gesorgt hatten. So gewannen sie unter anderem auch gegen Tampere und holten aus den ersten drei Spielen acht von möglichen neun Punkten. Dennoch mussten sie den zweiten Rang am Ende an Leksand abtreten, da sie ihr Heimspiel gegen den HC Bozen am vorletzten Spieltag verloren.
| 22. September 1998 | HC Bozen         | 1:4 (1:2, 0:1, 0:1)                 | Leksands IF      | Eiswelle, Bozen Zuschauer:          |
| 22. September 1998 | Manchester Storm | 4:2 (2:0, 1:0, 1:2)                 | Ilves Tampere    | M.E.N. Arena, Manchester Zuschauer: |
| 6. Oktober 1998    | HC Bozen         | 1:2 (1:1, 0:1, 0:0)                 | Manchester Storm | Eiswelle, Bozen Zuschauer:          |
| 6. Oktober 1998    | Ilves Tampere    | 2:3 (0:0, 1:2, 1:1)                 | Leksands IF      | Hakametsä, Tampere Zuschauer:       |
| 13. Oktober 1998   | HC Bozen         | 2:6 (0:2, 1:1, 1:3)                 | Ilves Tampere    | Eiswelle, Bozen Zuschauer:          |
| 20. Oktober 1998   | Leksands IF      | 2:3 n. P. (1:0, 1:0, 0:2, 0:0, 0:1) | Manchester Storm | Isstadion, Leksand Zuschauer:       |
| 27. Oktober 1998   | Manchester Storm | 2:3 n. V. (2:1, 0:1, 0:0, 0:1)      | Leksands IF      | M.E.N. Arena, Manchester Zuschauer: |
| 10. November 1998  | Ilves Tampere    | 5:2 (3:1, 1:0, 1:1)                 | HC Bozen         | Hakametsä, Tampere Zuschauer:       |
| 24. November 1998  | Leksands IF      | 2:4 (1:1, 1:2, 0:1)                 | Ilves Tampere    | Isstadion, Leksand Zuschauer:       |
| 24. November 1998  | Manchester Storm | 2:5 (1:0, 1:4, 0:1)                 | HC Bozen         | M.E.N. Arena, Manchester Zuschauer: |
| 8. Dezember 1998   | Leksands IF      | 6:3 (2:2, 3:0, 1:1)                 | HC Bozen         | Isstadion, Leksand Zuschauer:       |
| 8. Dezember 1998   | Ilves Tampere    | 7:3 (3:0, 2:0, 2:3)                 | Manchester Storm | Hakametsä, Tampere Zuschauer:       |

| Pl. |                  | Sp | S | OTS | OTN | N | Tore  | Punkte |
| --- | ---------------- | -- | - | --- | --- | - | ----- | ------ |
| 1.  | Ilves Tampere    | 6  | 4 | 0   | 0   | 2 | 26:16 | 12     |
| 2.  | Leksands IF      | 6  | 3 | 1   | 1   | 1 | 20:15 | 12     |
| 3.  | Manchester Storm | 6  | 2 | 1   | 1   | 2 | 16:20 | 9      |
| 4.  | HC Bozen         | 6  | 1 | 0   | 0   | 5 | 14:25 | 3      |

### Gruppe E
Die Gruppe E sah einen Zweikampf zwischen dem HC Sparta Prag, der sich vom Vorrundenaus im letzten Jahr erholt hatte, und dem HK Metallurg Magnitogorsk, der mit 41 erzielten Toren den besten Angriff der gesamten Gruppenphase stellte, um den ersten Platz in der Gruppe. Ironischerweise verloren beide Mannschaften im direkten Duell jeweils ihr Heimspiel. Aufgrund des direkten Vergleiches setzte sich Prag an den Spitzenplatz und rettete somit die Ehre der tschechischen EHL-Teams. Die beiden weiteren Teams der Gruppe, Grenoble Métropole Hockey 38 und Fribourg-Gottéron, waren gegen die Tschechen und Russen chancenlos und verloren gegen diese alle Spiele.
| 15. September 1998 | HK Metallurg Magnitogorsk | 4:7 (1:1, 1:3, 2:3)                 | HC Sparta Prag            | Romasan Eispalast, Magnitogorsk Zuschauer:      |
| 22. September 1998 | Fribourg-Gottéron         | 2:4 (0:1, 0:2, 2:1)                 | Grenoble Métropole Hockey | Patinoire de Saint-Léonard, Fribourg Zuschauer: |
| 29. September 1998 | Grenoble Métropole Hockey | 2:12 (1:5, 0:3, 1:4)                | HK Metallurg Magnitogorsk | Patinoire Clémenceau, Grenoble Zuschauer:       |
| 29. September 1998 | HC Sparta Prag            | 5:1 (1:0, 3:1, 1:0)                 | Fribourg-Gottéron         | Sportovní hala, Prag Zuschauer:                 |
| 6. Oktober 1998    | Fribourg-Gottéron         | 3:6 (1:2, 0:1, 2:3)                 | HK Metallurg Magnitogorsk | Patinoire de Saint-Léonard, Fribourg Zuschauer: |
| 13. Oktober 1998   | Grenoble Métropole Hockey | 0:3 (0:0, 0:2, 0:1)                 | HC Sparta Prag            | Patinoire Clémenceau, Grenoble Zuschauer:       |
| 27. Oktober 1998   | HC Sparta Prag            | 4:3 (2:1, 2:0, 0:2)                 | Grenoble Métropole Hockey | Sportovní hala, Prag Zuschauer:                 |
| 27. Oktober 1998   | HK Metallurg Magnitogorsk | 7:0 (3:0, 2:0, 2:0)                 | Fribourg-Gottéron         | Romasan Eispalast, Magnitogorsk Zuschauer:      |
| 10. November 1998  | Fribourg-Gottéron         | 2:6 (1:2, 1:2, 0:3)                 | HC Sparta Prag            | Patinoire de Saint-Léonard, Fribourg Zuschauer: |
| 17. November 1998  | HK Metallurg Magnitogorsk | 9:3 (1:1, 6:1, 2:1)                 | Grenoble Métropole Hockey | Romasan Eispalast, Magnitogorsk Zuschauer:      |
| 1. Dezember 1998   | Grenoble Métropole Hockey | 4:3 n. P. (1:1, 1:1, 1:1, 0:0, 1:0) | Fribourg-Gottéron         | Patinoire Clémenceau, Grenoble Zuschauer:       |
| 1. Dezember 1998   | HC Sparta Prag            | 2:3 (0:2, 1:1, 1:0)                 | HK Metallurg Magnitogorsk | Sportovní hala, Prag Zuschauer:                 |

| Pl. |                              | Sp | S | OTS | OTN | N | Tore  | Punkte |
| --- | ---------------------------- | -- | - | --- | --- | - | ----- | ------ |
| 1.  | HC Sparta Prag               | 6  | 5 | 0   | 0   | 1 | 27:13 | 15     |
| 2.  | HK Metallurg Magnitogorsk    | 6  | 5 | 0   | 0   | 1 | 41:17 | 15     |
| 3.  | Grenoble Métropole Hockey 38 | 6  | 1 | 1   | 0   | 4 | 16:33 | 5      |
| 4.  | Fribourg-Gottéron            | 6  | 0 | 0   | 1   | 5 | 11:32 | 1      |

### Gruppe F
Am engsten ging es im Pool F zu, wo den Ersten und Dritten nur ein Punkt trennte. Als Gruppenerster mit elf Punkten schaffte Ak Bars Kasan den Sprung in die Zwischenrunde. Dahinter konnten die Adler Mannheim – punktgleich mit den Ayr Scottish Eagles – den zweiten Platz erringen und erreichten somit ebenfalls die nächste Runde. Ausschlaggebend war dabei der Sieg der Mannheimer am letzten Spieltag im direkten Duell mit den Schotten. Als Gruppenletzter schied der HC Chemopetrol Litvínov mit nur vier Punkten aus.
| 15. September 1998 | Ayr Scottish Eagles     | 3:6 (0:1, 2:2, 1:3)                 | Adler Mannheim          | Centrum Arena, Prestwick Zuschauer:               |
| 15. September 1998 | HC Chemopetrol Litvínov | 1:4 (0:1, 1:2, 0:1)                 | Ak Bars Kasan           | Zimní stadion Litvínov, Litvínov Zuschauer:       |
| 29. September 1998 | Ak Bars Kasan           | 5:4 n. V. (3:0, 1:2, 0:2, 1:0)      | Adler Mannheim          | Sportpalast, Kasan Zuschauer:                     |
| 29. September 1998 | Ayr Scottish Eagles     | 4:3 (2:1, 2:2, 0:0)                 | HC Chemopetrol Litvínov | Centrum Arena, Prestwick Zuschauer:               |
| 13. Oktober 1998   | Ak Bars Kasan           | 2:4 (1:1, 1:1, 0:2)                 | Ayr Scottish Eagles     | Sportpalast, Kasan Zuschauer:                     |
| 13. Oktober 1998   | Adler Mannheim          | 6:0 (3:0, 1:0, 2:0)                 | HC Chemopetrol Litvínov | Eisstadion am Friedrichspark, Mannheim Zuschauer: |
| 27. Oktober 1998   | Ayr Scottish Eagles     | 3:1 (1:0, 1:1, 1:0)                 | Ak Bars Kasan           | Centrum Arena, Prestwick Zuschauer:               |
| 27. Oktober 1998   | HC Chemopetrol Litvínov | 5:4 n. P. (3:1, 0:1, 1:2, 0:0, 1:0) | Adler Mannheim          | Zimní stadion Litvínov, Litvínov Zuschauer:       |
| 17. November 1998  | Adler Mannheim          | 2:7 (1:1, 1:1, 0:5)                 | Ak Bars Kasan           | Eisstadion am Friedrichspark, Mannheim Zuschauer: |
| 17. November 1998  | HC Chemopetrol Litvínov | 5:4 n. P. (2:1, 0:2, 2:1, 0:0, 1:0) | Ayr Scottish Eagles     | Zimní stadion Litvínov, Litvínov Zuschauer:       |
| 1. Dezember 1998   | Ak Bars Kasan           | 3:2 (1:1, 1:0, 1:1)                 | HC Chemopetrol Litvínov | Sportpalast, Kasan Zuschauer:                     |
| 1. Dezember 1998   | Adler Mannheim          | 6:5 (1:1, 2:1, 3:3)                 | Ayr Scottish Eagles     | Eisstadion am Friedrichspark, Mannheim Zuschauer: |

| Pl. |                         | Sp | S | OTS | OTN | N | Tore  | Punkte |
| --- | ----------------------- | -- | - | --- | --- | - | ----- | ------ |
| 1.  | Ak Bars Kasan           | 6  | 3 | 1   | 0   | 2 | 22:16 | 11     |
| 2.  | Adler Mannheim          | 6  | 3 | 0   | 2   | 1 | 28:25 | 11     |
| 3.  | Ayr Scottish Eagles     | 6  | 3 | 0   | 1   | 2 | 23:23 | 10     |
| 4.  | HC Chemopetrol Litvínov | 6  | 0 | 2   | 0   | 4 | 16:25 | 4      |

## Zwischenrunde
Für die in diesem Format einmalig ausgetragene Zwischenrunde qualifizierten sich jeweils die Erst- sowie Zweitplatzierten der sechs Vorrundengruppen. In der ersten Runde trafen jeweils zwei Mannschaften – ein Gruppensieger und ein Gruppenzweiter – in Hin- und Rückspiel aufeinander. Wenn beide Mannschaften jeweils ein Spiel gewonnen hatten oder beide Partien unentschieden endeten, gab es im Anschluss an die zweite Partie eine entscheidende Verlängerung oder falls nötig ein Penaltyschießen, das beim Stand von 0:0 begann. Das Torverhältnis spielte keine Rolle. Die sechs siegreichen Mannschaften der Vergleiche erreichten die zweite Runde.
Die zweite Qualifikationsrunde für das Final Four wurde zwischen den sechs Qualifikanten der ersten Runde in zwei Gruppen à drei Teams ausgespielt. Die jeweils Gruppenersten und -zweiten erreichten schließlich das Final Four.

### Erste Qualifikationsrunde
Für die erste Qualifikationsrunde, deren Spiele am 5. und 12. Januar 1999 ausgetragen wurden, qualifizierten sich nach Abschluss der Gruppenphase fünf Meister, drei Vizemeister sowie vier Mannschaften, die in der nationalen Meisterschaft noch dahinter platziert waren. Als einzige Länder waren Russland und Finnland noch mit drei Mannschaften im Wettbewerb vertreten, Deutschland und Schweden stellten noch zwei Teilnehmer.
Das wohl brisanteste Duell der Runde fand in Helsinki statt, wo die Stadtrivalen Jokerit und HIFK aufeinandertrafen. Der amtierende Meister aus dem Stadtteil Helsingfors entschied das Duell nach Siegen sowohl in fremder als auch in eigener Halle klar für sich. Ebenso erreichte der dritte finnische Vertreter Ilves Tampere die Runde der letzten sechs durch zwei Siege gegen den Schweizer Meister EV Zug. Ähnlich wie die Finnen konnten auch die Russen zwei Teams in der nächsten Runde platzieren. Während sich in der Wiederauflage des Superliga-Duells der Vorsaison der HK Metallurg Magnitogorsk für die damals erlittene Niederlage an Ak Bars Kasan revanchierte, benötigte der zweimalige EHL-Finalteilnehmer HK Dynamo Moskau im zweiten und entscheidenden Spiel die Verlängerung, um Leksands IF aus Schweden auszuschalten. Mit dem amtierenden schwedischen Meister Färjestad BK Karlstad scheiterte auch die zweite schwedische Mannschaft nach zwei Niederlagen an den Eisbären Berlin. Die erfolgreichste EHL-Saison der deutschen Teilnehmer krönten die Adler Mannheim, die sich durch einen Sieg im entscheidenden Penaltyschießen gegen den tschechischen Renommier-Klub HC Sparta Prag durchsetzten und die nächste Runde somit zu einer internen Angelegenheit zwischen Finnland, Russland und Deutschland machten.
| 5. Januar 1999  | Färjestad BK Karlstad | 3:5 (0:1, 3:1, 0:3) | Eisbären Berlin       | Isstadion, Karlstad Zuschauer:           |
| 12. Januar 1999 | Eisbären Berlin       | 3:1 (1:1, 0:0, 2:0) | Färjestad BK Karlstad | Wellblechpalast, Berlin Zuschauer: 3.500 |

| 5. Januar 1999  | Jokerit Helsinki | 2:3 (1:1, 1:0, 0:2) | HIFK Helsinki    | Hartwall Areena, Helsinki Zuschauer:          |
| 12. Januar 1999 | HIFK Helsinki    | 7:5 (3:0, 1:4, 3:1) | Jokerit Helsinki | Helsingin Jäähalli, Helsinki Zuschauer: 7.980 |

| 5. Januar 1999  | Leksands IF      | 2:1 (0:1, 1:0, 1:0) | HK Dynamo Moskau | Isstadion, Leksand Zuschauer:                  |
| 12. Januar 1999 | HK Dynamo Moskau | 2:1 (1:0, 1:0, 0:1) | Leksands IF      | Sportpalast Luschniki, Moskau Zuschauer: 6.000 |
|                 |                  | Verlängerung 1:0    |                  |                                                |

| 5. Januar 1999  | EV Zug        | 3:5 (1:2, 1:2, 1:1) | Ilves Tampere | Stadion Herti, Zug Zuschauer:       |
| 12. Januar 1999 | Ilves Tampere | 6:3 (2:1, 0:2, 4:0) | EV Zug        | Hakametsä, Tampere Zuschauer: 5.046 |

| 5. Januar 1999  | Adler Mannheim | 6:4 (1:0, 3:2, 2:2)  | HC Sparta Prag | Eisstadion am Friedrichspark, Mannheim Zuschauer: |
| 12. Januar 1999 | HC Sparta Prag | 10:4 (4:1, 5:2, 1:1) | Adler Mannheim | Paegas Arena, Prag Zuschauer: 5.246               |
|                 |                | Penaltyschießen 0:1  |                |                                                   |

| 5. Januar 1999  | HK Metallurg Magnitogorsk | 4:2 (1:1, 1:0, 2:1) | Ak Bars Kasan             | Romasan Eispalast, Magnitogorsk Zuschauer: |
| 12. Januar 1999 | Ak Bars Kasan             | 3:2 (1:1, 0:0, 2:1) | HK Metallurg Magnitogorsk | Sportpalast, Kasan Zuschauer: 3.500        |
|                 |                           | Penaltyschießen 0:1 |                           |                                            |

### Zweite Qualifikationsrunde
Die zweite Qualifikationsrunde für das Final Four wurde zwischen dem 22. und 24. Januar 1999 unter den sechs Qualifikanten der ersten Runde in zwei Dreiergruppen à drei Teams ausgespielt. Es standen jeweils zwei Teams aus Finnland, Russland und Deutschland in der Vorschlussrunde, darunter noch zwei amtierende Meister und alle drei Vizemeister der jeweiligen Länder.
Im Gegensatz zur Gruppenphase konnte eine Partie mit einem Unentschieden enden, wodurch es für einen Sieg statt drei Punkten lediglich zwei gab. Bei ausgeglichenem Spielstand nach 60 Minuten erhielten beide Klubs jeweils einen Punkt.

#### Gruppe A
Die Spiele der Gruppe A wurden im Wellblechpalast in Berlin ausgetragen. Bereits nach den ersten beiden Turniertagen standen die Eisbären Berlin und der HK Dynamo Moskau nach Siegen über den dritten Teilnehmer, die Adler Mannheim, als Final-Four-Teilnehmer fest. Das abschließende Unentschieden zwischen den beiden Qualifikanten entschied lediglich über die Ausgangsposition für das Finalturnier. Da Moskau am Ende das bessere Torverhältnis aufwies, belegten sie den Spitzenplatz.
| 22. Januar 1999 | Eisbären Berlin  | 5:3 (2:1, 1:1, 2:1) | Adler Mannheim   | Wellblechpalast, Berlin Zuschauer: |
| 23. Januar 1999 | HK Dynamo Moskau | 6:1 (1:0, 1:1, 4:1) | Adler Mannheim   | Wellblechpalast, Berlin Zuschauer: |
| 24. Januar 1999 | Eisbären Berlin  | 2:2 (0:1, 0:1, 2:0) | HK Dynamo Moskau | Wellblechpalast, Berlin Zuschauer: |

| Pl. |                  | Sp | S | U | N | Tore  | Punkte |
| --- | ---------------- | -- | - | - | - | ----- | ------ |
| 1.  | HK Dynamo Moskau | 2  | 1 | 1 | 0 | 08:03 | 3      |
| 2.  | Eisbären Berlin  | 2  | 1 | 1 | 0 | 07:05 | 3      |
| 3.  | Adler Mannheim   | 2  | 0 | 0 | 2 | 04:11 | 0      |

#### Gruppe B
Die Spiele der Gruppe B wurden in der Helsingin Jäähalli von Helsinki ausgetragen. Im ersten Turnierspiel unterlag der Gastgeber HIFK Helsinki dem Ligakonkurrenten aus Tampere mit 4:5 und stand somit im Abschlussspiel des Turniers gegen den HK Metallurg Magnitogorsk aus Russland unter Zugzwang. Nachdem sich Tampere und Magnitogorsk am zweiten Tag 2:2 getrennt hatten, war Tampere schon sicher qualifiziert. Da Helsinki auch gegen die Russen unterlag, erreichten diese aufgrund des besten Torverhältnisses als Gruppenerster das Final Four in Moskau.
| 22. Januar 1999 | HIFK Helsinki | 4:5 (1:4, 1:0, 2:1) | Ilves Tampere             | Helsingin Jäähalli, Helsinki Zuschauer: |
| 23. Januar 1999 | Ilves Tampere | 2:2 (0:1, 2:1, 0:0) | HK Metallurg Magnitogorsk | Helsingin Jäähalli, Helsinki Zuschauer: |
| 24. Januar 1999 | HIFK Helsinki | 1:3 (0:1, 1:1, 0:1) | HK Metallurg Magnitogorsk | Helsingin Jäähalli, Helsinki Zuschauer: |

| Pl. |                           | Sp | S | U | N | Tore  | Punkte |
| --- | ------------------------- | -- | - | - | - | ----- | ------ |
| 1.  | HK Metallurg Magnitogorsk | 2  | 1 | 1 | 0 | 05:03 | 3      |
| 2.  | Ilves Tampere             | 2  | 1 | 1 | 0 | 07:06 | 3      |
| 3.  | HIFK Helsinki             | 2  | 0 | 0 | 2 | 05:08 | 0      |

## Finalrunde
Das Halbfinale sowie die beiden Platzierungsspiele wurden in nur einem Duell entschieden. Dabei trafen die Gruppenersten der beiden Zwischenrundengruppen über Kreuz auf den Gruppenzweiten der anderen Gruppe. Bei einem Unentschieden nach der regulären Spielzeit folgte im Anschluss eine Verlängerung und falls notwendig ein Penaltyschießen.

### Final Four
Das Final Four mit den beiden Halbfinalpartien sowie den folgenden Platzierungsspielen um den dritten Platz und Finalsieg fand am 13. und 14. Februar 1999 im Sportpalast Luschniki im russischen Moskau statt.
|  | Halbfinale                | Halbfinale                |                 |   | Finale | Finale |
|  |                           |                           |                 |   |        |        |
|  | HK Dynamo Moskau          | 3                         |                 |   |        |        |
|  | Ilves Tampere             | 1                         |                 |   |        |        |
|  |                           |                           |                 |   |        |        |
|  |                           |                           |                 |   |        |        |
|  | HK Dynamo Moskau          | 1                         |                 |   |        |        |
|  |                           | HK Metallurg Magnitogorsk | 2               |   |        |        |
|  |                           |                           |                 |   |        |        |
|  | Spiel um Platz 3          |                           |                 |   |        |        |
|  |                           |                           | Ilves Tampere   | 1 |        |        |
|  | HK Metallurg Magnitogorsk | 5                         | Eisbären Berlin | 4 |        |        |
|  | Eisbären Berlin           | 1                         |                 |   |        |        |

#### Halbfinale
Aufgrund der Ergebnisse der Zwischenrunde trafen der Gastgeber aus Moskau auf den finnischen Vertreter Ilves Tampere und der HK Metallurg Magnitogorsk spielte gegen die Eisbären Berlin. Die beiden russischen Teams waren damit durch ihre Gruppensiege einem direkten Duell im Halbfinale aus dem Weg gegangen.
In der ersten Partie lösten die Moskowiter zum dritten Mal in Folge das Finalticket durch einen 3:1-Sieg über Ilves Tampere. Dabei drehten sie einen 1:0-Rückstand nach dem ersten Drittel. Im zweiten Spiel setzte sich ebenfalls der russische Vertreter in Form von Metallurg Magnitogorsk durch. Sie besiegten Berlin deutlich mit 5:1, obwohl die Deutschen lange ein 0:0 gehalten hatten.
| 13. Februar 1999 | HK Dynamo Moskau          | 3:1 (0:1, 1:0, 2:0) | Ilves Tampere   | Sportpalast Luschniki, Moskau Zuschauer: |
| 13. Februar 1999 | HK Metallurg Magnitogorsk | 5:1 (0:0, 2:0, 3:1) | Eisbären Berlin | Sportpalast Luschniki, Moskau Zuschauer: |

#### Spiel um Platz 3
Im Spiel um den dritten Platz setzten sich die Eisbären Berlin deutlich mit 4:1 gegen Tampere durch. Nach einem ausgeglichenen Anfangsabschnitt baute Berlin den Vorsprung in der Folge sukzessive aus und sicherte sich den dritten Rang. Es war zugleich das beste Abschneiden eines deutschen Teams in der Geschichte der EHL.
| 14. Februar 1999 | Ilves Tampere | 1:4 (1:1, 0:1, 0:2) | Eisbären Berlin | Sportpalast Luschniki, Moskau Zuschauer: |

#### Finale
Das Finale sah zum dritten Mal in Folge den HK Dynamo Moskau im Finale stehen. Für Magnitogorsk war es die erste Teilnahme am EHL-Finale und die zweite überhaupt, nachdem sie im Finale des IIHF Federation Cup 1995/96 unterlegen gewesen waren.
Beide Mannschaften gingen sehr vorsichtig in die Begegnung, wodurch es nach dem zweiten Abschnitt immer noch 0:0 stand. Nach der Führung für Magnitogorsk durch Alexander Koreschkow glich Dynamo die Partie acht Sekunden vor Schluss nach einem Schuss von Andrei Markow aus und erzwang die Verlängerung. Dort siegte das Team aus dem Ural schließlich mit 2:1 über die Hauptstädter, die damit den Heimvorteil nicht nutzen konnten und auch zum dritten Mal im Finale unterlegen waren. Den entscheidenden Treffer erzielte Wladimir Antipin. Für Metallurg war es der erste Europapokal-Triumph überhaupt.
| 14. Februar 1999 | HK Dynamo Moskau A. Markow (59:52) | 1:2 n. V. (0:0, 0:0, 1:1, 0:1) | HK Metallurg Magnitogorsk A. Koreschkow W. Antipin | Sportpalast Luschniki, Moskau Zuschauer: |

## Statistik

### Beste Scorer
Abkürzungen: Sp = Spiele, T = Tore, V = Vorlagen, Pkt = Punkte, +/- = Plus/Minus; Fett: Turnierbestwert

#### Gruppenphase
| Spieler               | Team             | Sp | T | V | Pkt | +/− | SM |
| --------------------- | ---------------- | -- | - | - | --- | --- | -- |
| Wes Walz              | Zug              | 6  | 7 | 5 | 12  | +4  | 4  |
| Sergei Ossipow        | Magnitogorsk     | 6  | 6 | 6 | 12  | +14 | 8  |
| Michail Borodulin     | Magnitogorsk     | 6  | 5 | 6 | 11  | +13 | 35 |
| Konstantin Schafranow | Magnitogorsk     | 4  | 3 | 8 | 11  | +14 | 2  |
| Brian Rafalski        | HIFK Helsinki    | 6  | 4 | 6 | 10  | +8  | 10 |
| Zdeno Cíger           | Bratislava       | 6  | 4 | 5 | 9   | +8  | 8  |
| Juha Lind             | Jokerit Helsinki | 6  | 6 | 2 | 8   | +8  | 14 |
| Alexei Tschupin       | Kasan            | 6  | 6 | 2 | 8   | +7  | 31 |
| Andrei Markow         | Moskau           | 6  | 5 | 3 | 8   | +6  | 8  |
| Patrik Martinec       | Prag             | 6  | 4 | 4 | 8   | +9  | 2  |

#### Zwischen- und Finalrunde

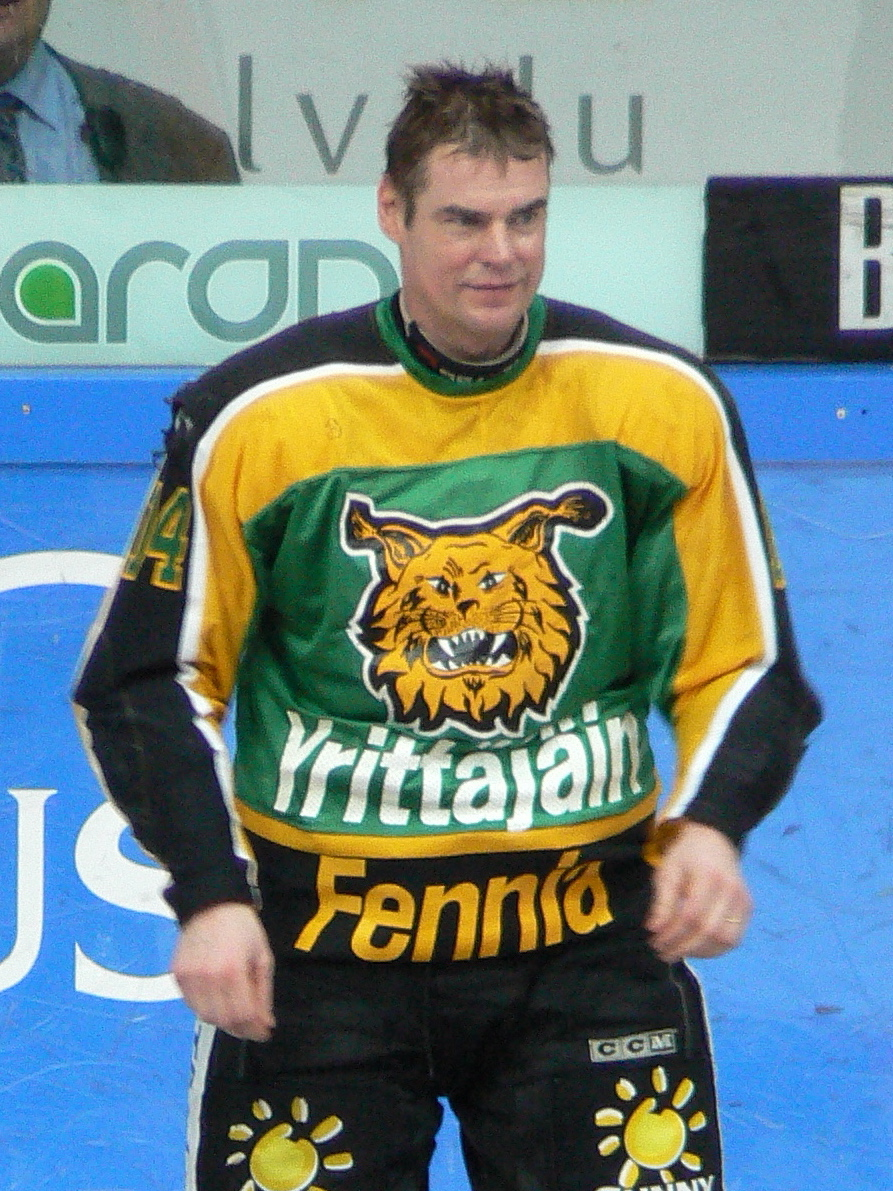
Raimo Helminen, der Topscorer der Zwischen- und Finalrunde

| Spieler         | Team         | Sp | T | V | Pkt | +/− | SM |
| --------------- | ------------ | -- | - | - | --- | --- | -- |
| Raimo Helminen  | Tampere      | 6  | 3 | 7 | 10  | −4  | 0  |
| Marc Fortier    | Berlin       | 6  | 3 | 5 | 8   |     | 6  |
| Andrei Rasin    | Magnitogorsk | 6  | 2 | 5 | 7   |     | 4  |
| Sami Ahlberg    | Tampere      | 6  | 3 | 3 | 6   | −5  | 0  |
| Jackson Penney  | Mannheim     | 4  | 3 | 3 | 6   |     | 14 |
| Pelle Svensson  | Berlin       | 6  | 4 | 1 | 5   |     | 4  |
| Mike Bullard    | Berlin       | 6  | 4 | 1 | 5   |     | 6  |
| Gordon Hynes    | Mannheim     | 4  | 2 | 3 | 5   |     | 2  |
| Peter Larsson   | Tampere      | 6  | 2 | 3 | 5   | −4  | 2  |
| Oscar Ackeström | Tampere      | 6  | 2 | 3 | 5   | −4  | 6  |

### Beste Torhüter
Abkürzungen: Sp = Spiele, TOI = Eiszeit (in Minuten), GT = Gegentore, SO = Shutouts, Sv% = gehaltene Schüsse (in %), GTS = Gegentorschnitt; Fett: Turnierbestwert

#### Gruppenphase
| Spieler          | Team      | Sp | TOI    | GT | SO | Sv%   | GTS  |
| ---------------- | --------- | -- | ------ | -- | -- | ----- | ---- |
| Johan Hedberg    | Leksand   | 5  | 313:54 | 11 | 0  | 92,95 | 2,10 |
| Milan Hnilička   | Prag      | 4  | 220:00 | 9  | 0  | 92,91 | 2,45 |
| Mario Brunetta   | Berlin    | 5  | 310:00 | 13 | 0  | 92,44 | 2,52 |
| Oleg Gratschow   | Kasan     | 3  | 180:00 | 7  | 0  | 92,05 | 2,33 |
| Mikael Tellqvist | Stockholm | 3  | 180:00 | 7  | 0  | 91,76 | 2,33 |

#### Zwischen- und Finalrunde
| Spieler          | Team         | Sp | TOI    | GT | SO | Sv%   | GTS  |
| ---------------- | ------------ | -- | ------ | -- | -- | ----- | ---- |
| Boris Tortunow   | Magnitogorsk | 6  | 372:09 | 10 | 0  | 93,06 | 1,61 |
| Johan Hedberg    | Leksand      | 2  | 120:54 | 4  | 0  | 92,73 | 1,99 |
| Ildar Muchometow | Moskau       | 6  | 361:54 | 9  | 0  | 91,43 | 1,49 |
| Udo Döhler       | Berlin       | 4  | 240:00 | 11 | 0  | 91,13 | 2,75 |

## Auszeichnungen

### Siegermannschaft
| European-Hockey-League-Sieger HK Metallurg Magnitogorsk | Torhüter: Sergei Semtschenok, Boris Tortunow Verteidiger: Wladimir Antipin, Wadim Glowazki, Aleh Ljawonzjeu, Aleh Mikultschyk, Waleri Nikulin, Andrei Saposchnikow, Andrei Sokolow, Igor Semljanoi, Sergei Tertyschny Angreifer: Michail Borodulin, Alexander Golz, Sergei Gomoljako, Rawil Gusmanow, Waleri Karpow, Alexander Koreschkow, Jewgeni Koreschkow, Andrei Kudinow, Sergei Ossipow, Andrei Petrakow, Dmitri Popow, Andrei Rasin, Konstantin Schafranow, Alexei Stepanow Cheftrainer: Waleri Beloussow |